# 1031
| Calendário gregoriano                                                        | 1031 MXXXI                                           |
| Ab urbe condita                                                              | 1784                                                 |
| Calendário arménio                                                           | 480 – 481                                            |
| Calendário bahá'í                                                            | -813 – -812                                          |
| Calendário budista                                                           | 1575                                                 |
| Calendário chinês                                                            | 3727 – 3728 Início a 26 de janeiro (aproximadamente) |
| Calendário copta                                                             | 747 – 748                                            |
| Calendário etíope                                                            | 1023 – 1024                                          |
| Calendários hindus - Vikram Samvat - Calendário nacional indiano - Cáli Iuga | 1086 – 1087 952 – 953 4131 – 4132                    |
| Calendário Holoceno                                                          | 11031                                                |
| Calendário islâmico                                                          | 422 – 423                                            |
| Calendário judaico                                                           | 4791 – 4792                                          |
| Calendário persa                                                             | 409 – 410                                            |
| Calendário rúnico                                                            | 1281                                                 |
| Calendário solar tailandês                                                   | 1574                                                 |

1031 (MXXXI, na numeração romana) foi um ano comum do século XI do Calendário Juliano, da Era de Cristo, a sua letra dominical foi C (52 semanas), teve início a uma sexta-feira e terminou também a uma sexta-feira. No território que viria a ser o reino de Portugal estava em vigor a Era de César que já contava 1069 anos.
| Ano completo                       |
| ---------------------------------- |
| Ano comum com início à sexta-feira |

## Eventos
- Dissolução total do Califado de Córdova nos reinos de Taifas o que originou o aparecimento de pequenos reinos (Período 1031 a 1492).
- Henrique I torna-se rei da França.
- Besprim apreende o trono da Polônia de Miecislau III.
- O rei Sancho III de Navarra declara guerra a Bermudo III de Leão.

## Nascimentos
- Rei Malcolm III da Escócia.
- Matilde de Flandres, Rainha Consorte de Inglaterra entre 1066 e 1083 (m. 1083).

## Mortes
- 20 de Julho - Rei Roberto II de França.